# Rouyn-Noranda
Rouyn-Noranda è una città del Canada, nella regione di Abitibi-Témiscamingue della provincia del Québec. Costituisce una municipalità regionale di contea.